# Tresnorejo
Tresnorejo is een bestuurslaag in het regentschap Kebumen van de provincie Midden-Java, Indonesië. Tresnorejo telt 1038 inwoners (volkstelling 2010).